# Châteaugiron
Châteaugiron est une commune nouvelle située dans le département d'Ille-et-Vilaine en région Bretagne, formée en 2017 par la fusion des anciennes communes de Châteaugiron, Saint-Aubin-du-Pavail et Ossé.
En 2022, avec 10 688 habitants, elle est la 10e commune la plus peuplée d'Ille-et-Vilaine et la 36e de Bretagne.

## Géographie

### Localisation
Châteaugiron est une commune nouvelle périurbaine située dans le Pays de Rennes, au sud-est de Rennes, à quelques kilomètres de l'entrée du noyau urbain.
Elle est située à une quinzaine de kilomètres au sud-est de Rennes, 95 km au nord de Nantes et une cinquantaine de kilomètres à l'ouest de Laval.

### Espace naturel
Le site de la Glaume est une enclave naturelle au cœur de la cité de Châteaugiron, zone humide. Une grande diversité végétale sert d'habitat à nombre d'espèces animales comme la bécassine des marais, le martin-pêcheur d'Europe.
Ce site se situe entre le bas du centre-ville (rue Saint-Nicolas) et le lotissement de Rochaude (rue d'Alsace).
L'étang situé au bas de Châteaugiron est un lieu de promenade très prisé des habitants de la commune.
En 2021, une sculpture a pris place dans l'étang afin de créer un lien avec le château.

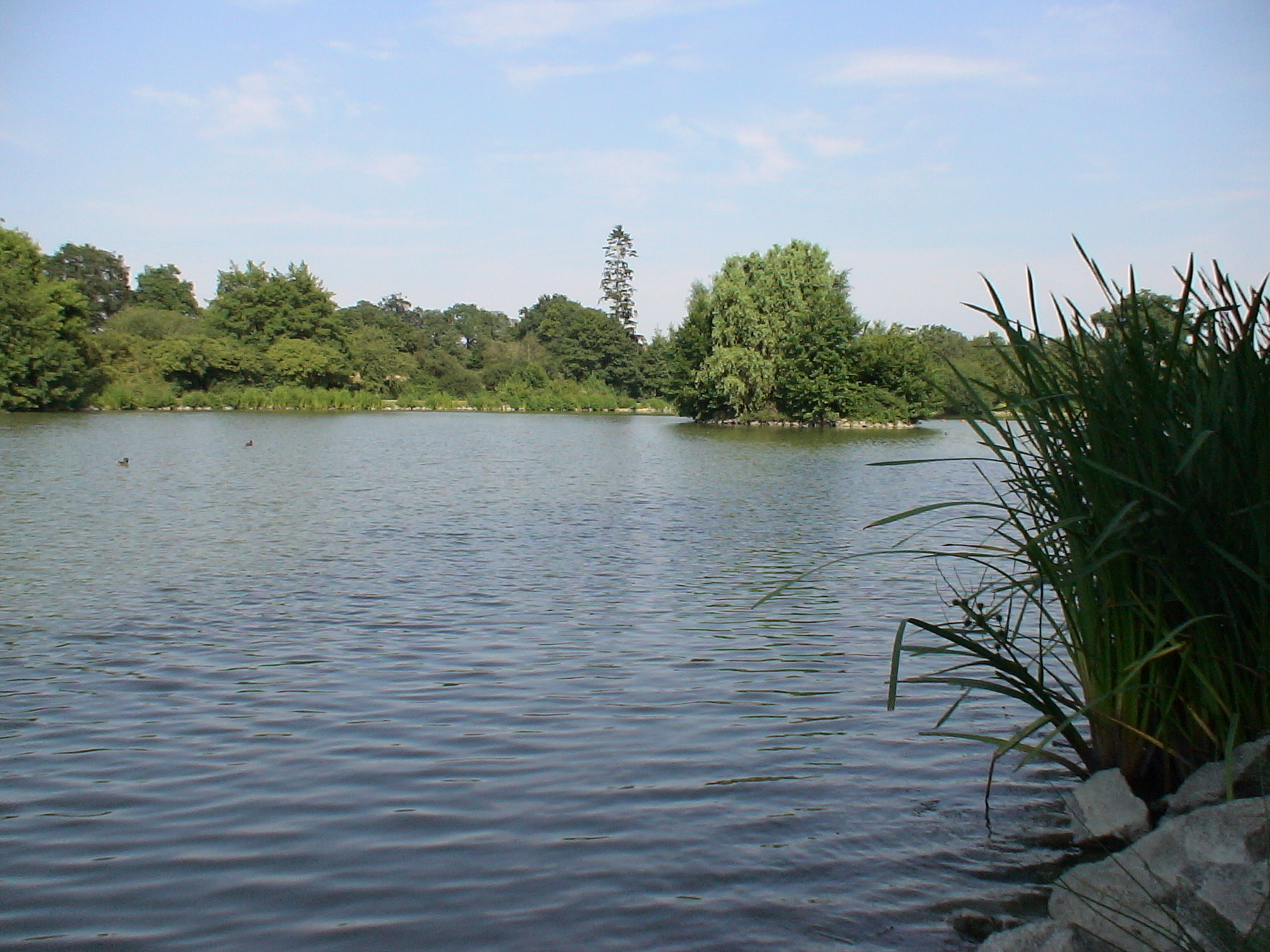
L'étang.
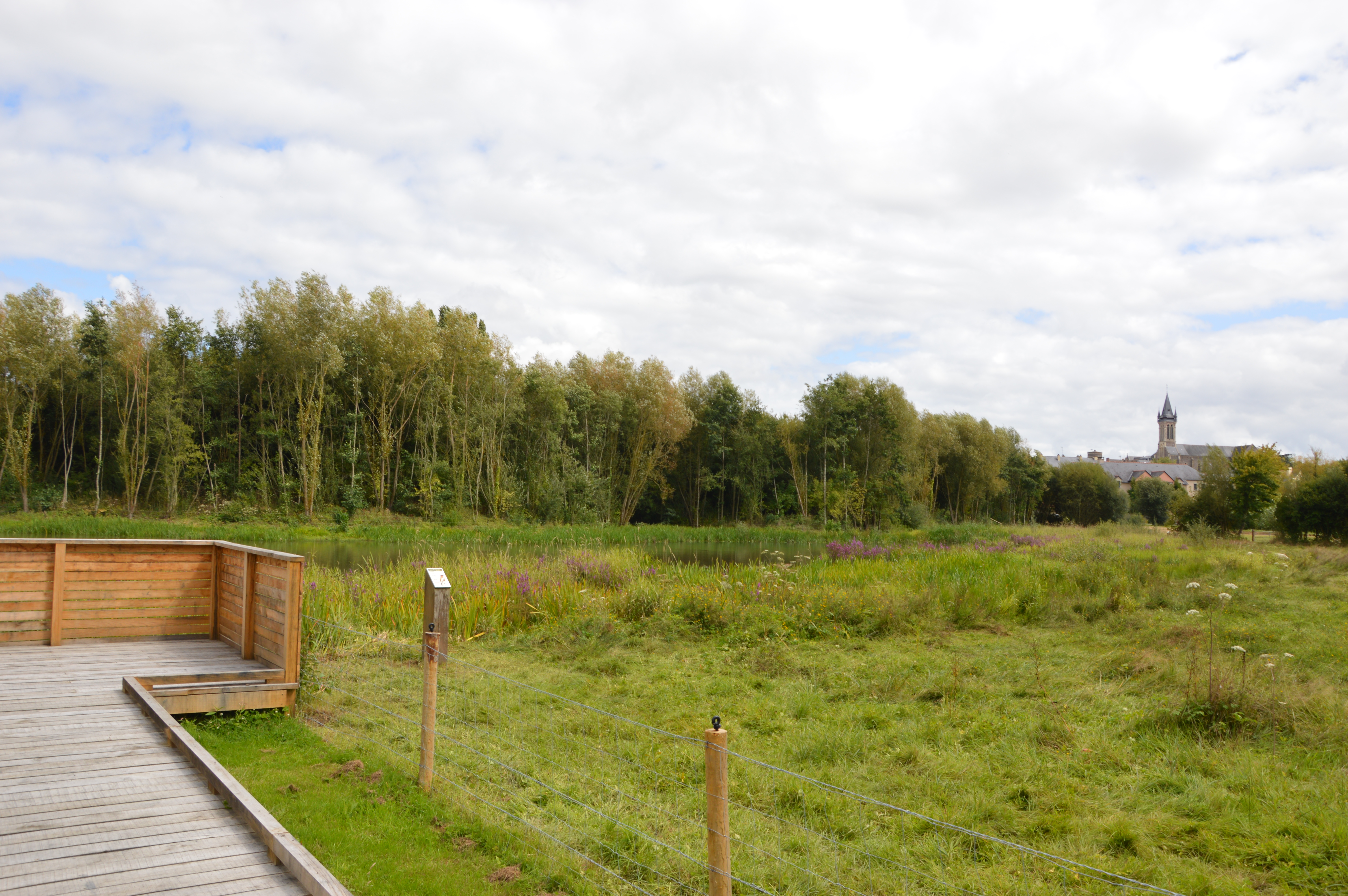
La Glaume.
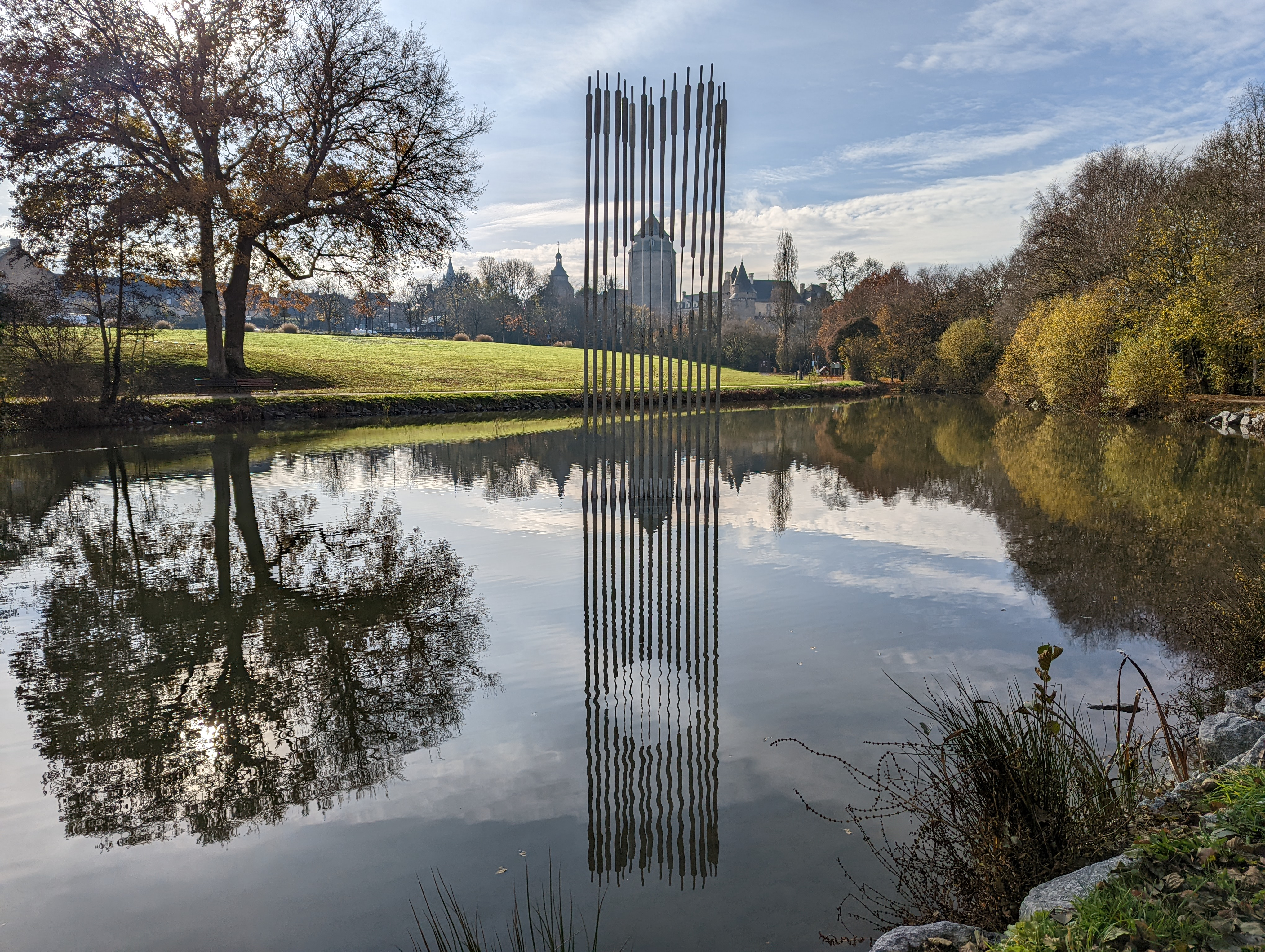
sculpture d'Olivier Valla

### Voies de communication et transports
Le nord du territoire communal est traversé par la LGV Bretagne-Pays de la Loire, mais la gare la plus proche est celle Noyal - Acigné.
Châteaugiron est reliée aux villes voisines par un dense réseau de routes départementales, et notamment la RD 463 qui la relie à Rennes.
La commune est desservie par les cars du réseau interurbain régional BreizhGo :
- ligne 3a : Rennes Gare Routière <> Châteaugiron <> La Guerche-de-Bretagne ;
- ligne 3b : Rennes Poterie <> Châteaugiron <> Piré-sur-Seiche.

### Hydrographie
Pour un article plus général, voir Réseau hydrographique d'Ille-et-Vilaine.
La commune est située dans le bassin Loire-Bretagne. Elle est drainée par l'Yaigne, le ruisseau du Bois de gervis, les Grées et un autre petit cours d'eau,.
L'Yaigne, d'une longueur de 27 km, prend sa source dans la commune de Cornillé, en Ille-et-Vilaine, traverse  Châteaugiron et son étang au pied du château et se jette  dans la Seiche à Saint-Armel, après avoir traversé six communes.
Le Rimon est un petit ruisseau qui prend sa source au nord du bourg de Domloup. Il fait office de séparation avec Domloup sur une longueur de 350 mètres. Il se jette dans l'Yaigne au bout de ses 350 mètres. La longueur de son cours d'eau fait 2,2 km.
Plusieurs autres ruisseaux drainent le territoire communal et se jettent dans l'Yaigne.

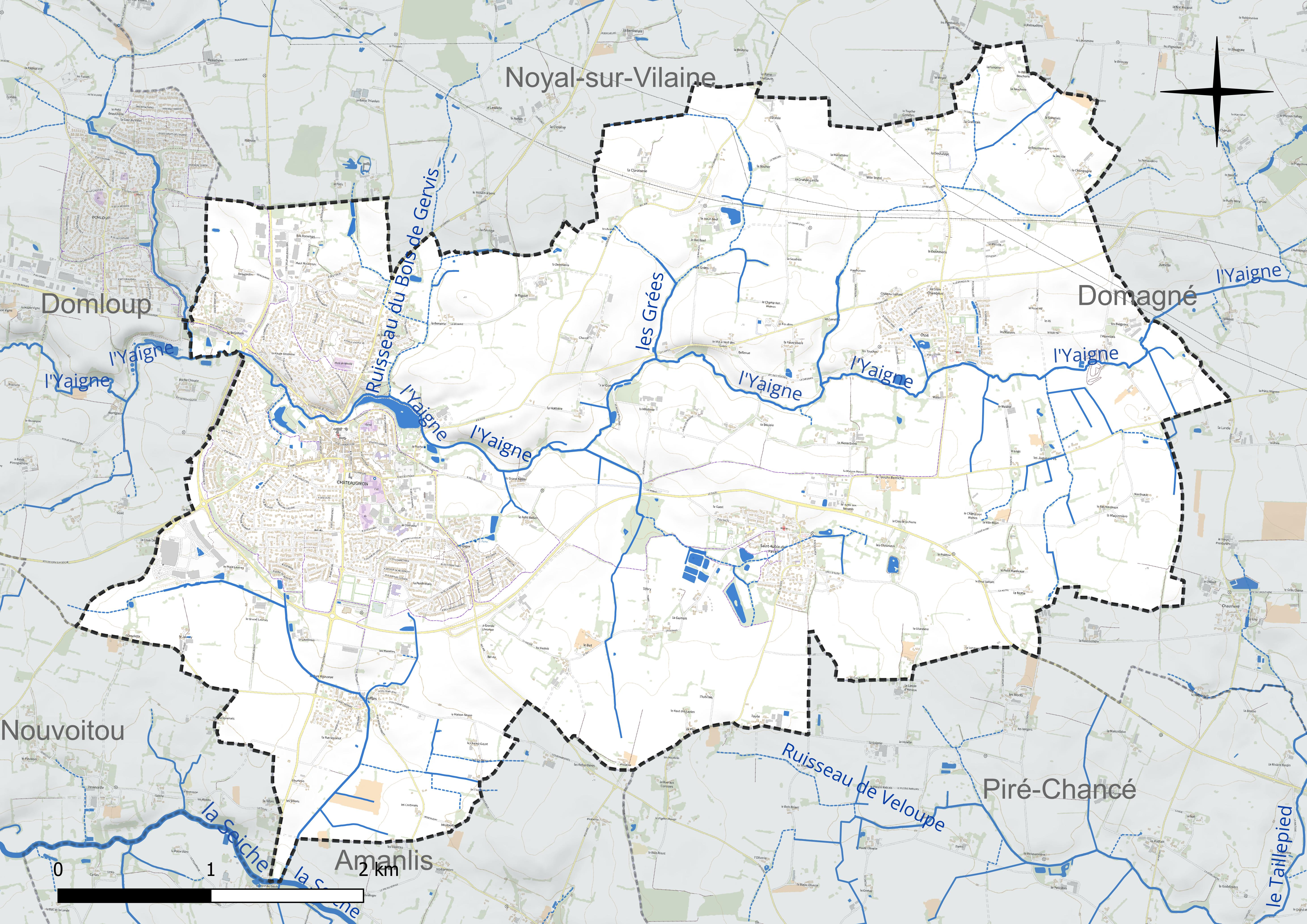
Réseau hydrographique de Châteaugiron.

### Climat
Pour des articles plus généraux, voir Climat de la Bretagne et Climat d'Ille-et-Vilaine.
En 2010, le climat de la commune est de type climat océanique altéré, selon une étude du CNRS s'appuyant sur une série de données couvrant la période 1971-2000. En 2020, Météo-France publie une typologie des climats de la France métropolitaine dans laquelle la commune est exposée à un climat océanique et est dans la région climatique Bretagne orientale et méridionale, Pays nantais, Vendée, caractérisée par une faible pluviométrie en été et une bonne insolation. Parallèlement l'observatoire de l'environnement en Bretagne publie en 2020 un zonage climatique de la région Bretagne, s'appuyant sur des données de Météo-France de 2009. La commune est, selon ce zonage, dans la zone « Sud Est », avec des étés relativement chauds et ensoleillés.
Pour la période 1971-2000, la température annuelle moyenne est de 11,5 °C, avec une amplitude thermique annuelle de 13,1 °C. Le cumul annuel moyen de précipitations est de 712 mm, avec 12,7 jours de précipitations en janvier et 6,7 jours en juillet. Pour la période 1991-2020, la température moyenne annuelle observée sur la station météorologique la plus proche, située sur la commune de Saint-Jacques-de-la-Lande à 16 km à vol d'oiseau, est de 12,4 °C et le cumul annuel moyen de précipitations est de 691,0 mm,. Pour l'avenir, les paramètres climatiques de la commune estimés pour 2050 selon différents scénarios d'émission de gaz à effet de serre sont consultables sur un site dédié publié par Météo-France en novembre 2022.

## Urbanisme

### Typologie
Au 1er janvier 2024, Châteaugiron est catégorisée petite ville, selon la nouvelle grille communale de densité à sept niveaux définie par l'Insee en 2022.
Elle appartient à l'unité urbaine de Châteaugiron, une agglomération intra-départementale regroupant deux  communes, dont elle est ville-centre,,. Par ailleurs la commune fait partie de l'aire d'attraction de Rennes, dont elle est une commune de la couronne,. Cette aire, qui regroupe 183 communes, est catégorisée dans les aires de 700 000 habitants ou plus (hors Paris),.

### Morphologie urbaine
Avant 1971, avec ses 52 ha, la commune de Châteaugiron était la plus petite commune d'Ille-et-Vilaine devant Bécherel. Le 1er mars 1971, les communes de Veneffles et Châteaugiron fusionnent. Cette dernière annexe également une partie de Domloup, le quartier de la rue Dorel  et une partie de Noyal-sur-Vilaine, le quartier du Bas-Noyal. La commune passe de 52 ha à 798 ha et de 1674 habitants à 2402 habitants. Durant les années suivantes la commune annexa d'autres parties de Domloup pour passer à 880 ha en 2016.
Au 1er janvier 2017, la commune de Châteaugiron fusionna avec Ossé et Saint-Aubin-du-Pavail pour devenir la commune nouvelle de Châteaugiron.
En 36 ans, la commune est donc passée de 52 ha à 2 352 ha.

## Toponymie
Le nom de la localité est attesté sous la forme Castro Gironis en 1152.
Le nom de Châteaugiron vient du seigneur de Giron, fils du chevalier Anquetil ou Ansquetil, mort en 1039, fondateur de la ville. Durant la Révolution, la commune porte le nom de Mont-Giron.
En gallo, langue locale, Châteaugiron se nomme Chaojon ou Chiaojon, prononcés respectivement [ʃaʊ̆ʒɔ̃] ou [ʃjaʊ̆ʒɔ̃].

## Histoire
Une longue occupation rurale aux origines de Châteaugiron : des enclos gaulois (IIIe siècle avant notre ère - Ier siècle de notre ère), des vestiges d'habitat gallo-romain (Ier-IVe siècles) dont une nécropole à incinération et une remarquable statuette de centaure, des traces d'activités artisanales médiévales (VIe – IXe siècles), restituent mille ans de la vie du village.

### Moyen Âge
Le premier seigneur, Ansquetil, originaire de Normandie vivait dans la première moitié du XIe siècle. Il vient en Bretagne sans doute dans la suite d' Havoise de Normandie qui doit épouser le duc de Bretagne Geoffroy. A la mort de ce dernier vers 1008, elle prend la régence, son fils n'ayant que 10 ans. Est-ce elle ou son fils le duc de Bretagne Alain III qui octroie à Anquestil des terres situées près de Rennes? Le chevalier y bâtit un premier château, sans doute une tour en bois. Son fils aîné et successeur Giron Ier du château-Ansquetil est qualifié  en 1087 de miles dom (chevalier et seigneur). Il meurt au début du XIIe siècle. C'est lui qui laisse son nom au château et à la petite ville qui se développe autour. En 1086-1114 on trouve la mention du « castrum Ansquetil in domo eiusdem Gironis »

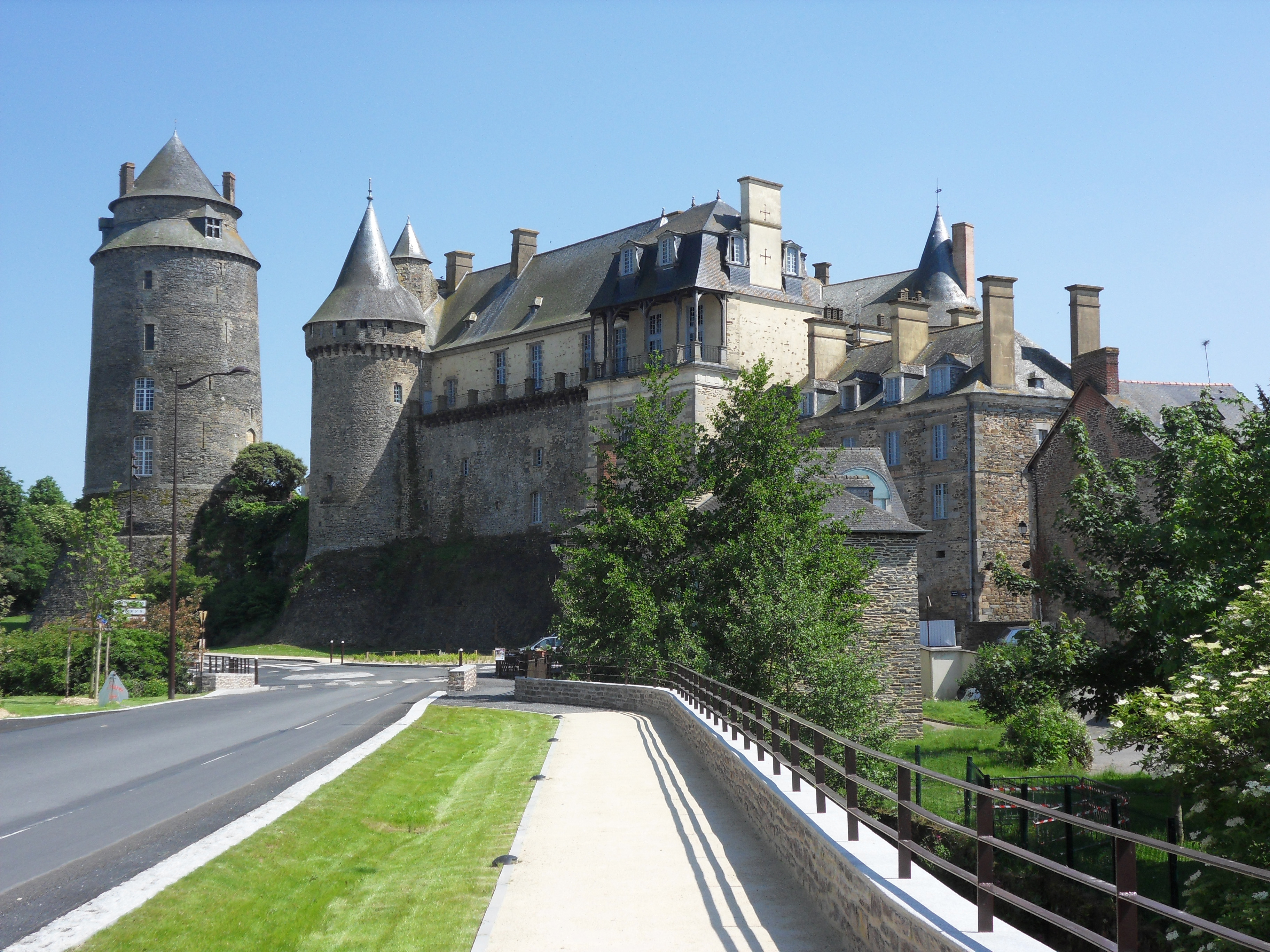
Le château date du XIIe siècle au XVIIIe siècle.

Une célèbre enluminure de la première grande histoire de Bretagne de Pierre Le Baud représente le château de Châteaugiron. Cette enluminure d'un manuscrit de la BNF a été longtemps le sujet d'une polémique quant aux événements qu'elle évoque et au château qu'elle représente. Un ouvrage de 2009 de Stéphanie Vincent, docteur en littérature et spécialiste de l'iconographie médiévale, à la suite d'une étude méthodique du document, nous éclaire : le château représenté est bien celui de Châteaugiron. On y apprend également la chronologie des modifications subies par la forteresse et de petites histoires de la ville comme l'arrivée somptueuse d'Hélène de Laval épouse de Jean de Derval seigneur du lieu, dans la bourgade.

### Époque moderne
Après la mort de Jean de Derval en 1482, la baronnie de Châteaugiron passe aux mains des familles Rieux, Laval, Montejean et Acigné. En 1579, Judith d'Acigné épouse Charles de Cossé comte de Brissac. La baronnie devait rester la propriété des Cossé-Brissac jusqu' en 1701.Ils ne vinrent semble-t-il que rarement au château-fort qui peu a peu se dégrade. Ils installèrent toutefois pour les paroissiens une cloche (appelée Henriette) avec lanternon sur la tour de l'horloge, qui jouxte l'église. L'horloge fonctionne toujours.
En 1591, pendant les Guerres de la Ligue, Châteaugiron, place protestante, fut pillé sept fois en 1589, deux fois en 1590. « Champeaux, Châtillon, Izé, Étrelles, La Guerche, Domagné, Châteaugiron furent dévastés par les marches et collision [combats] des deux partis ». L'instituteur Duval est le témoin de ces malheurs dont il fait le récit, récit transcrit dans le livre d'Alexis Garnier, Notice historique sur Châteaugiron [Lequel ?]
Le 8 mars 1701, le duc Arthur Timoléon Louis de Cossé, duc de Brissac, endetté vend la baronnie de Châteaugiron à René Le Prestre de Lezonnet, président à mortier au Parlement de Bretagne ( armoiries : "écu de gueule à trois écussons d'hermine et engresle d'or"). C'est pour se rapprocher de Rennes et du Parlement que cette famille originaire de l'actuel Morbihan (Loyat, canton de Ploërmel) achète le château de Châteaugiron qu'ils vont mettre en partie au goût du jour. Les nouveaux propriétaires gardent en effet quatre tours et une partie des logis médiévaux, symboles de la puissance et de l' ancienneté de la baronnie. D' ailleurs ils ne tardent pas à se faire appeler Le Prestre de Châteaugiron, nom bien plus valorisant que celui d'une seigneurie moyenne du centre de la Bretagne. Et quand ils achètent une autre importante seigneurie, le marquisat d' Epinay, ils se font appeler marquis de Châteaugiron...Les travaux sont rondement menés dans les années qui suivent l'achat du château. Les travaux renvoient à une architecture à la française assez dépouillée. Les anciens logis médiévaux, notamment les façades sur cour sont entièrement repris, une des tours d'angle est remplacée par un haut pavillon belvédère d'où l'on peut profiter d'une belle vue sur la campagne environnante. Pour dégager une perspective, on abat les vestiges du mur et du chatelet d'entrée entre le donjon et la tour de l' horloge. On refait vers 1718 le mur de l'église, l'ancienne chapelle du château et on construit un grand pavillon porche dans la basse cour par lequel passent chevaux et voitures. A l'intérieur, toutes les boiseries et les cheminées du XVIIIe siècle sont vendues au début du XXe siècle, laissant une grande coquille vide.
Les Le Prestre de Châteaugiron ont occupé d'importants offices au Parlement de Bretagne, notamment celui de Président à mortier. Au moment de l'affaire de La Chalotais, dite l' Affaire de Bretagne (1764-1768), l' avocat général Auguste Félicité Le Prestre de Châteaugiron prend parti pour le duc d'Aiguillon, gouverneur de Bretagne, au grand dam de la fronde des parlementaires. Finalement il quittera la Bretagne pour Paris.

### LeXIXesiècle
La production de "noyales" (toiles à voiles), concentrée dans une quarantaine de paroisses situées par la plupart au sud-est de Rennes, les principales étant Châteaugiron, Piré et Noyal (paroisse qui leur a donné leur nom), double, passant de 9 500 à 20 000 pièces, pendant la seconde moitié du XIXe siècle.
Une manufacture appartenant au sieur Desbouillons est créée en 1824 à Châteaugiron, dans le prieuré Sainte-Croix ; elle contient 76 métiers à tisser, et la manufacture a compté jusqu'à 200 ouvriers ; elle achète les récoltes de chanvre sur les marchés de Châteaugiron et de Janzé et produit annuellement de 1 100 à 1 300 pièces de toile de 70 mètres chacune, destinées tant à la marine royale qu'à la marine marchande. La manufacture Desbouillons ferme en 1850. En 1852, le Conseil général d'Ille-et-Vilaine lance un cri d'alarme : « l'industrie des toiles du département, jadis florissante, est devenue très peu lucrative ». En 1867 Auguste Marchand, maire de Châteaugiron, déclare que « dans le département  il n'y a pas d'agglomération où il y ait autant de misères et en même temps aussi peu de personnes aisées ». Entre 1846 et 1906, Châteaugiron perd 35% de sa population, passant de 1 638 habitants en 1846 à 1 052 habitants en 1906.
Au XVIIIe siècle on compte à Châteaugiron une trentaine de marchands de toile. Une grande halle est construite au milieu du XIXe siècle (la vente des toiles se faisait jusque-là en plein air).

### LeXXesiècle

#### LaBelle Époque
La ligne des Tramways d'Ille-et-Vilaine allant de Rennes à La Guerche et passant par Châteaugiron fut mise en service en juin 1904. La ligne ferma en 1947.

#### La Première Guerre mondiale
Le monument aux morts de Châteaugiron porte les noms de 61 soldats morts pour la France pendant la Première Guerre mondiale.

#### Le petit séminaire Sainte-Croix
Le petit séminaire Sainte-Croix est installé par le diocèse de Rennes en 1908 dans l'ancien couvent des Ursulines. Les locaux sont agrandis à deux reprises pendant l'Entre-deux-guerres, successivement par les architectes Arthur Regnault et Hyacinthe Perrin. Entre 1911 et 1960, 90 % des élèves du petit séminaire de Châteaugiron sont fils de paysans, d'ouvriers ou d'artisans. Il ferme en 1973, remplacé par l'ensemble scolaire Sainte-Croix.

#### La Seconde Guerre mondiale
Le monument aux morts de Châteaugiron porte les noms de sept personnes mortes pour la France pendant la Seconde Guerre mondiale.

#### L'après Seconde Guerre mondiale
Un soldat originaire de Châteaugiron (Michel Duroudier) est mort pour la France pendant la Guerre d'Algérie.

## Politique et administration
Afin d'éviter une baisse des dotations de l'État, les communes Châteaugiron, Saint-Aubin-du-Pavail et Ossé ont décidé de se réunir sous le régime de la commune nouvelle, tout en conservant  leur identité, la capacité à gérer leur territoire,, dans le cadre d'une charte de fonctionnement. Celle-ci fixe comme objectifs prioritaires de la nouvelle structure : 
- Préserver et développer un service public de proximité pour tous les habitants du territoire
- Permettre l'émergence d'une collectivité attractive des points de vue économique, de l'habitat, des équipements, des services et des activités, capable de porter des projets que chaque commune n'aurait pu ou difficilement porter seule
- Assurer une représentativité efficace du territoire auprès des services de l'Etat, des autres collectivités territoriales (Département, Région) et des partenaires institutionnels.

Malgré la demande de certains de voir organiser un référendum local sur cette question,, la fusion est entérinée par les conseils municipaux et définie par un arrêté préfectoral du 13 juin 2016.

### Rattachements administratifs et électoraux
La commune se trouve dans l'arrondissement de Rennes du département d'Ille-et-Vilaine.
Pour les élections départementales, la commune est le bureau centralisateur du canton de Châteaugiron, qui n'est plus, depuis la réforme de 2014, qu'une circonscription électorale.
. Pour les élections législatives, elle fait partie de la cinquième circonscription d'Ille-et-Vilaine.

### Intercommunalité
La ville est le siège de la communauté de communes dénommée Pays de Châteaugiron Communauté, un établissement public de coopération intercommunale (EPCI) à fiscalité propre auquel appartenaient les trois communes avant leur fusion.

### Communes déléguées
| Nom                   | Code Insee | Intercommunalité                | Superficie (km2) | Population (dernière pop. légale) | Densité (hab./km2) |
| --------------------- | ---------- | ------------------------------- | ---------------- | --------------------------------- | ------------------ |
| Châteaugiron (siège)  | 35069      | Pays de Châteaugiron Communauté | 8,7              |                                   |                    |
| Saint-Aubin-du-Pavail | 35254      | Pays de Châteaugiron Communauté | 5,83             | 822 (2014)                        | 141                |
| Ossé                  | 35209      | Pays de Châteaugiron Communauté | 8,99             | 1 189 (2014)                      | 132                |

### Liste des maires
| Période           | Période           | Identité           | Étiquette | Qualité |
| ----------------- | ----------------- | ------------------ | --------- | --- |
| 9 janvier 2017    | 22 septembre 2017 | Françoise Gatel    | UDI       | Sénatrice d'Ille-et-Vilaine (2014 → ) Présidente de la CC Pays de Châteaugiron Communauté (2001 → 2017) Suppléante du député Pierre Méhaignerie (2002-2007) Présidente de l'association des maires d'Ille-et-Vilaine (2008 → 2017) Démissionnaire à la suite de sa réélection comme sénatrice |
| 22 septembre 2017 | 25 mai 2020       | Jean-Claude Beline | DVD       | Agriculteur retraité |
| 25 mai 2020       | En cours          | Yves Renault       | DVD       | Cadre commercial retraité |

Pour la liste des maires des anciennes communes de Châteaugiron, d'Ossé, de Saint-Aubin-du-Pavail et de Veneffles, voir les articles correspondants.

### Jumelages
- Manorhamilton (en) (Irlande), voir Manorhamilton (en) ;
- Puszczykowo (Pologne) depuis 1998.

## Population et société

### Démographie
| 1968  | 1975  | 1982  | 1990  | 1999  | 2006  | 2011  | 2016  | 2018   |
| ----- | ----- | ----- | ----- | ----- | ----- | ----- | ----- | ------ |
| 2 802 | 3 061 | 4 316 | 5 368 | 6 863 | 8 125 | 8 676 | 9 798 | 10 125 |

### Enseignement
- École maternelle publique Le Centaure
- École primaire publique la Pince-Guerrière
- Collège public Victor-Segalen
- École et collège privé Sainte-Croix
- École privée Saint-Pascal à Ossé
- École privée Saint Jean-Baptiste à Saint-Aubin-du-Pavail
- La construction d'un lycée a été votée par la Région le 13 juin 2018. La construction devrait commencer en 2025 et l'ouverture avoir lieu "dans une dizaine d'années"[56].

### Sports
La ville de Châteaugiron possède :
- un stade de football, composé de cinq terrains dont un stabilisé, trois en herbe, et un terrain synthétique ;
- une salle de tennis et de ping-pong ;
- une salle et des terrains de basket-ball ;
- une salle de judo et sport de combat ;
- une salle de roller/handball ;
- un complexe aquatique intercommunal nommé Inoxia.

### Cultes
La paroisse catholique de Châteaugiron a fusionné avec d'autres paroisses au sein de la paroisse de Saint-Luc en pays de Châteaugiron.
Cette paroisse est composée de six communautés :
- de Châteaugiron (communauté de Sainte-Marie-Madeleine) ;
- de Domloup (communauté de Saint-Loup) ;
- de Nouvoitou (communauté de Saint-Martin de Tours) ;
- d'Ossé (communauté de Saint-Sulpice) ;
- de Saint-Aubin-du-Pavail (communauté de Saint-Aubin) ;
- de Veneffles (communauté de Saint-Médard).

La paroisse est rattachée au doyenné de Cesson  et fait partie du diocèse de Rennes, Dol et Saint-Malo.

## Culture locale et patrimoine

### Lieux et monuments
La commune nouvelle abrite un seul monument historique protégé :
- le château de Châteaugiron, édifié entre les XIIe et XVIIIe siècles[60]. Il abrite l'hôtel de ville.

On trouve de nombreux autres édifices patrimoniaux, dont plus de 300 bâtiments inventoriés :
- la chapelle du château, dédiée à Marie-Madeleine, après plus de 6 ans de rénovation, elle a ouvert en juin 2015 en tant que centre d'art contemporain « Les 3 Cha »[61]
- les anciennes halles, qui abritent la médiathèque de la ville ;
- l'église Sainte-Madeleine[62],[63]
- L'école de musique, danse et théâtre Paul le Flem, qui se trouve dans une ancienne ferme.

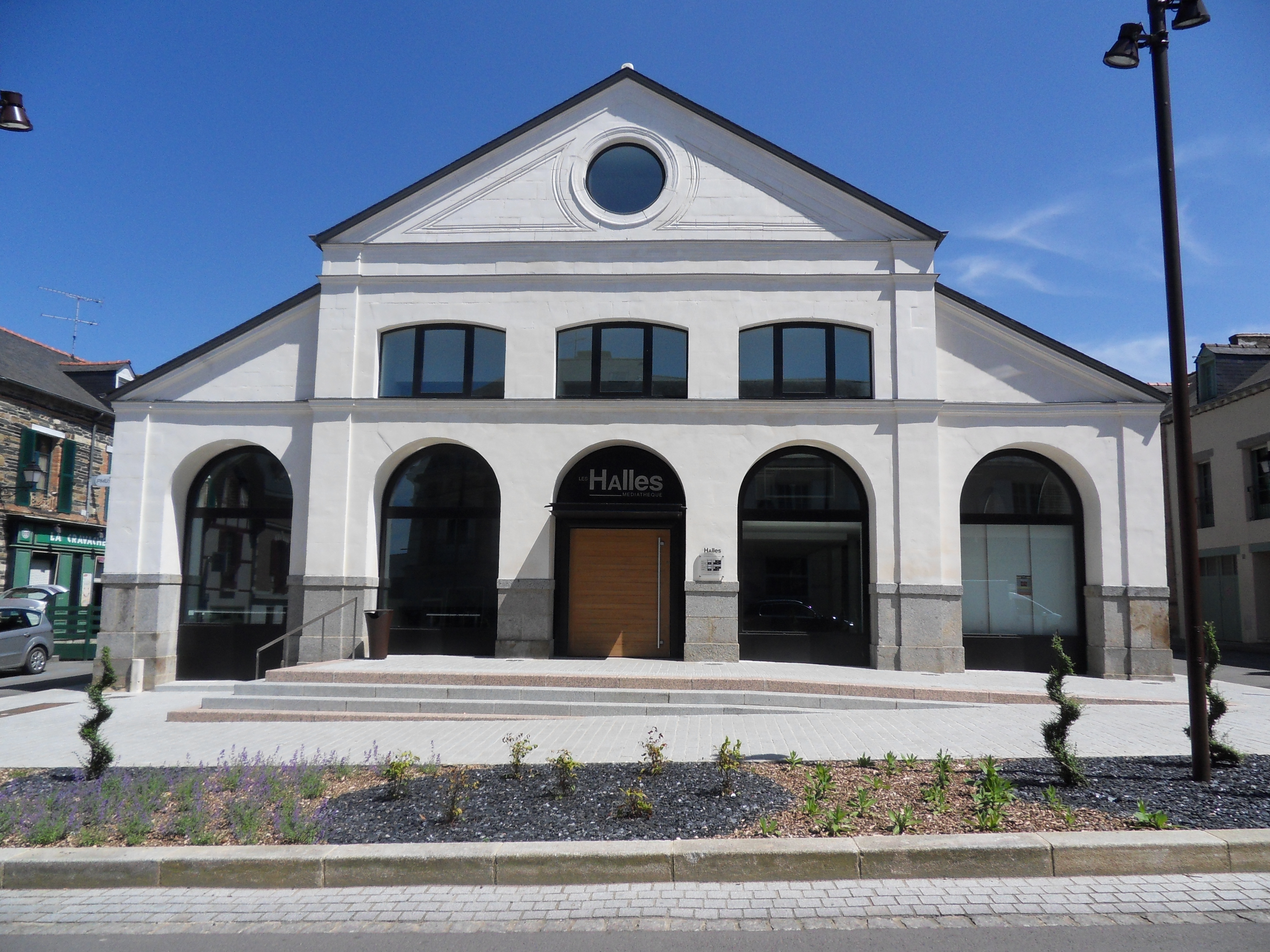
Les halles.
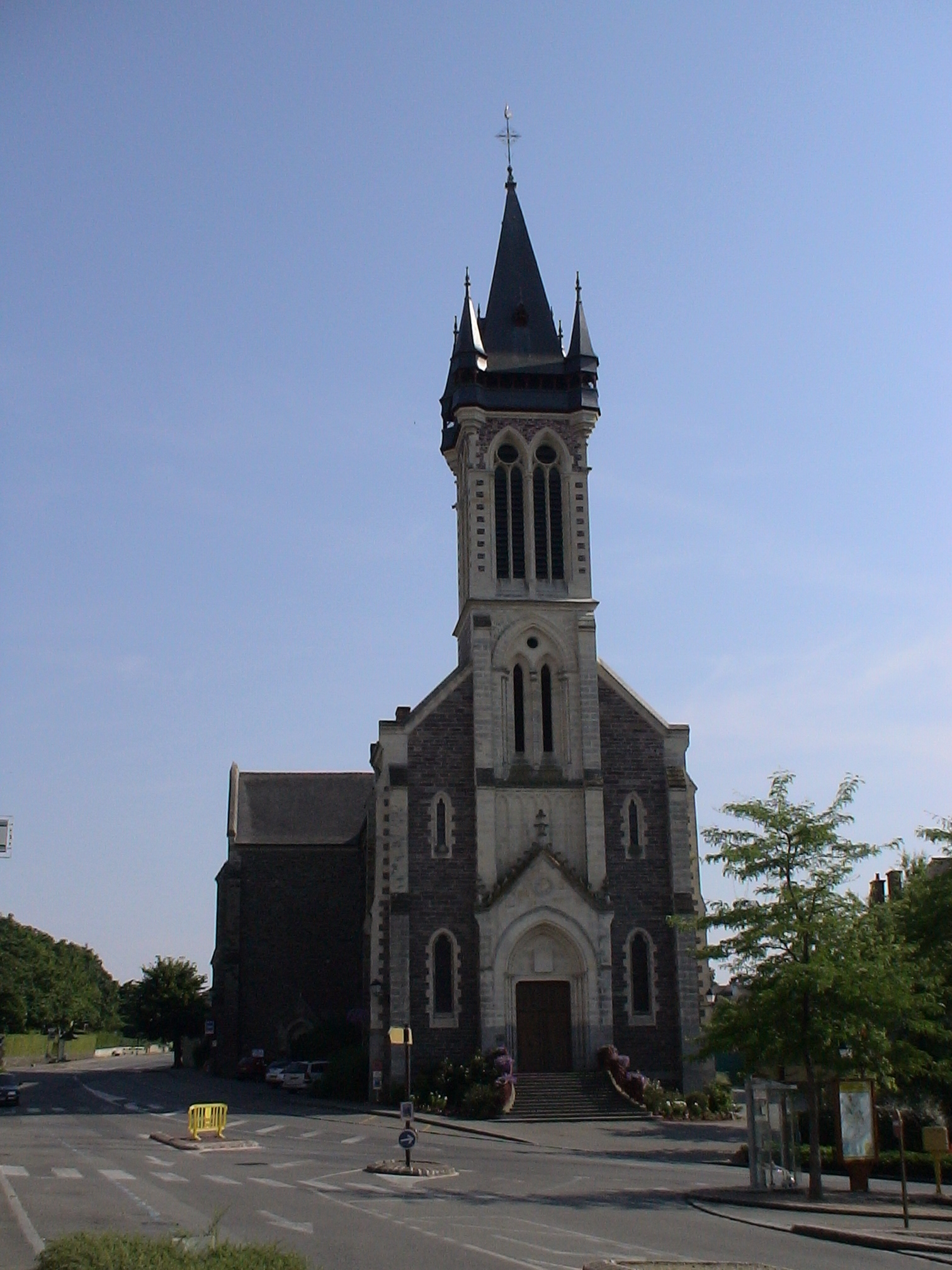
L'église.
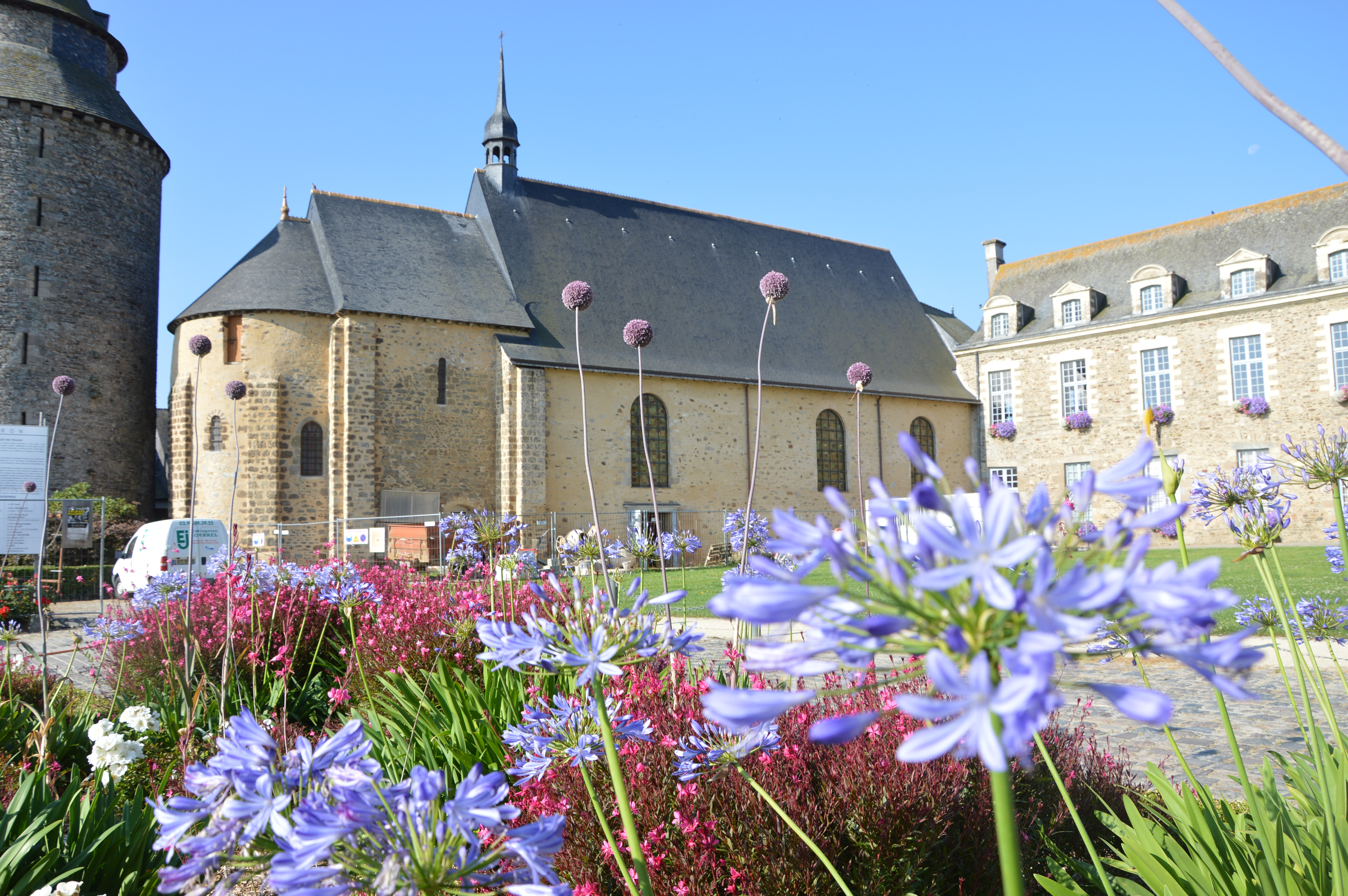
La chapelle du château.
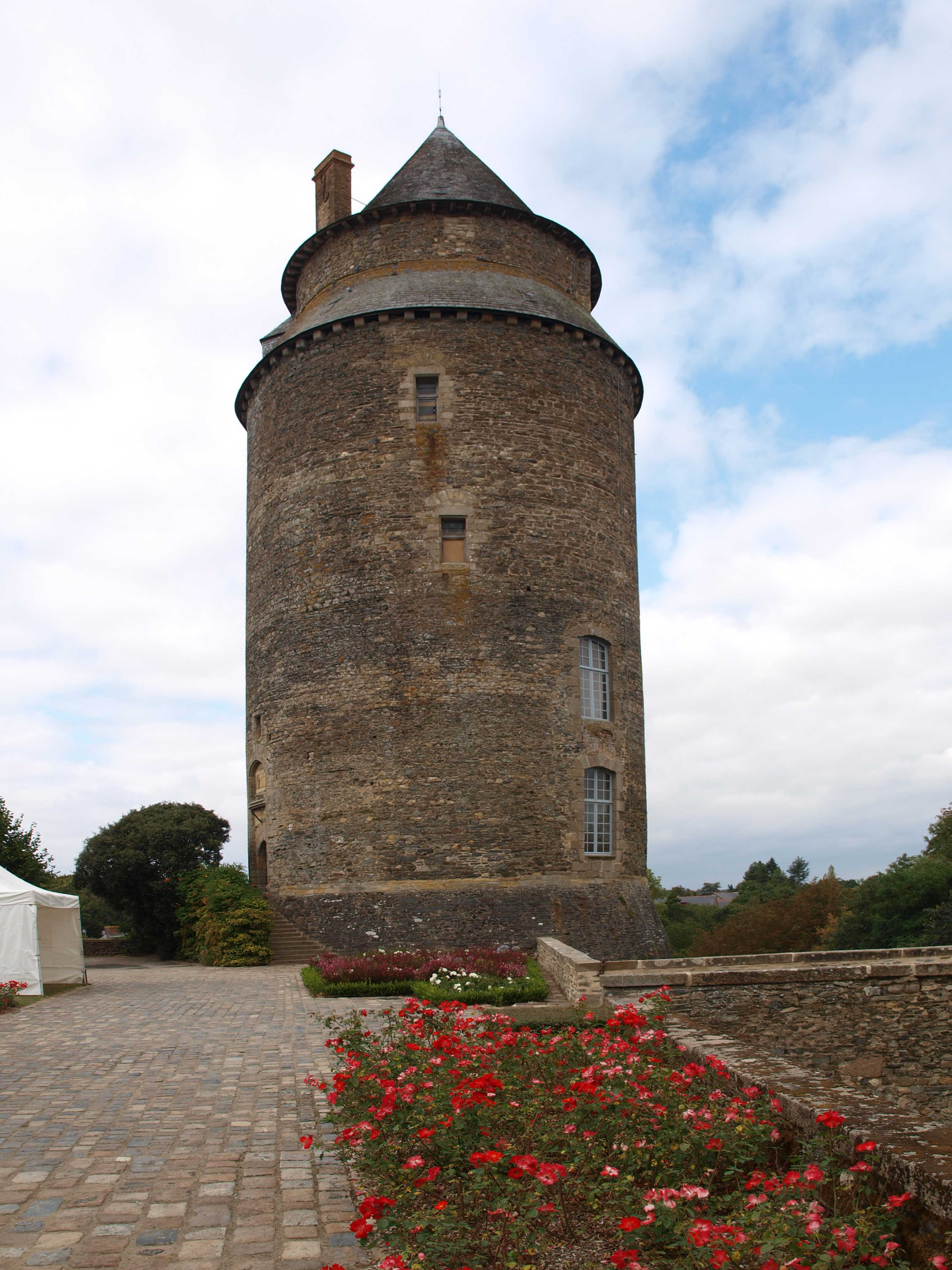
Donjon du château.
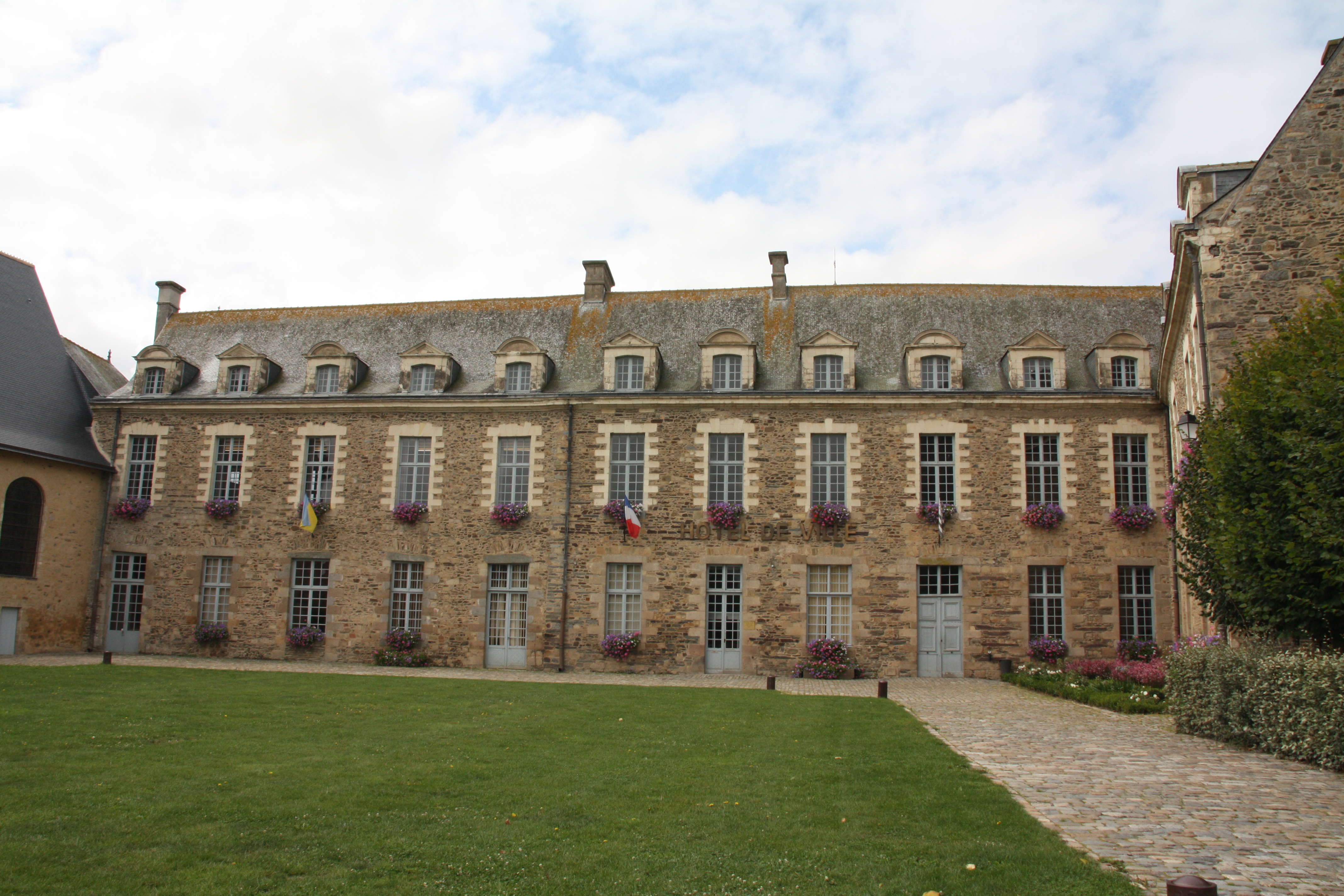
Le château de Châteaugiron.

- Le monument aux morts est situé près de l'église[64]
- Monument aux morts du cimetière avec les inscriptions des morts[65]

### Personnalités liées à la commune
- René Marie Guillou[66] (1747-1832), né à Chateaugiron, homme politique, député en 1789.
- René-Charles-Hippolyte Le Prestre de Chateaugiron (1774-1848), militaire, diplomate, homme de lettres et politique
- Julien Gourdel (1804-1846), né à Veneffles rattachée à la commune, sculpteur
- Paul Duplessis (1819-1861), né dans la commune, écrivain
- Pierre Gourdel (1824-1892), né dans la commune, sculpteur
- François-Xavier Leray (1825-1887), 2e évêque d'Alexandrie en Louisiane puis 4e archevêque de la Nouvelle-Orléans.
- Jules Ronsin (1867-1937), artiste peintre, directeur de l'École régionale des beaux-arts de Rennes, ainsi que du Musée des beaux-arts de Rennes, natif de la commune.
- François Guérault (1874-1930), né dans la commune, fils de boulanger, conseiller général de Châteaugiron, député de Rennes-Sud (1928-1930)[67],[68].
- Morvan Marchal (1900-1963), nationaliste breton qui dessina le drapeau moderne de la Bretagne, le Gwenn-ha-Du, est enterré au cimetière de Châteaugiron
- Léon-Paul Ménard (1946-1993), né à Châteaugiron, coureur cycliste professionnel. Il a participé au Tour de France 1972.
- Héloïse Martin (1996-), actrice, née dans la commune.
- Stéphanie Vincent (Vincent-Langlois) (1977-), docteur en littérature médiévale, historienne, écrivaine, habite dans la commune.

### Héraldique
| Blason | Blasonnement : D'or au chef d'azur. |